# 杨念生
杨念生（1955年7月1日—），出生於山西省太原市，现居于北京。中国資深话剧、影视演员，一级演员职称。曾任山西省话剧院副院长。中国戏剧梅花奖获得者。夫人斗琪是中国著名电视剧导演。父亲杨威是山西省话剧院的创建者之一。

## 生平
杨念生出身于戏剧世家，父母都是老一辈的话剧表演艺术家。对于在舞台幕后长大，从小对表演艺术耳濡目染的他而言，走上表演艺术的道路似乎是理所当然的事情。然而由于自己身为山西话剧院院长的父亲的反对，杨念生走上表演艺术的道路却并不轻松。1972年，17岁时杨念生进入工厂，成为一名普通工人。虽然身在工厂，他却并未就此放弃自己的演员梦想。终于，6年后，23岁的杨念生如愿考入山西话剧院。成为一名普通演员，开始了自己钟爱的演艺生涯。刚进话剧院的他，在父亲的严格要求下，所饰演的大多是龙套角色。不止如此，他还经常要负责布置舞台，搬道具等工作。天道酬勤，在默默的坚持与不懈地努力多年后，杨念生终于凭借在话剧《孔繁森》中的精彩表演，摘得梅花奖桂冠，不久后成為了话剧院里的副院长。
2001年杨念生转战电视剧领域，成为山西话剧院时的老朋友张纪中的执行制片人。率须参加多部张氏金庸武侠剧的演出。创造了玄慈、方生、程青竹、梁子翁等等一系列让人印象深刻的角色。成为张氏金庸剧中的一张十分熟悉的面孔。

## 作品

### 影视
| 年份   | 片名               | 角色                       |
| 2010年 | 水浒传             | 宿元景                     |
| 2010年 | 新西游记           | 太白金星，魏徵             |
| 2009年 | 李大钊: 铁肩担道义 | 袁世凯                     |
| 2008年 | 倚天屠龙记         | 周颠                       |
| 2007年 | 兵圣               | 孙凭                       |
| 2007年 | 梅花结             | 坂田                       |
| 2007年 | 大唐游侠传         | 韩湛                       |
| 2007年 | 铁观音传奇         | 李三成                     |
| 2007年 | 鹿鼎记             | 徐天川                     |
| 2006年 | 大人物             | 田二爷                     |
| 2006年 | 数风流人物         | 唐昌裕                     |
| 2006年 | 碧血剑             | 程青竹                     |
| 2005年 | 吕梁英雄传         | 康锡雪                     |
| 2004年 | 乔家大院           | 耿于仁                     |
| 2003年 | 天龙八部           | 玄慈方丈                   |
| 2002年 | 射雕英雄传         | 梁子翁                     |
| 2001年 | 笑傲江湖           | 方生大师，上官云，酒店酒客 |
| 1992年 | 豆花               | 牛柱                       |

### 话剧
| 年份   | 剧目   | 角色     |
| 1995年 | 孔繁森 | 孔繁森   |
| 1995年 | 刘胡兰 | 民兵队长 |